# Tangara de Berlepsch
Espèce
Statut de conservation UICN

 LC UICN 3.1 : Préoccupation mineure
Le Tangara de Berlepsch (Sphenopsis ochracea) est une espèce de passereaux de la famille des Thraupidae. 

## Répartition
On le trouve en Bolivie, Colombie et Équateur.

## Systématique
Cette espèce a un temps été considérée comme sous-espèce du Tangara barbouillé (sous le taxon Hemispingus melanotis ochraceus). Elle a été portée au rang d'espèce à part entière par Ridgely (d) et Greenfield (d) en 2001.